# Euclimacia nuchalis
Euclimacia nuchalis is een insect uit de familie van de Mantispidae, die tot de orde netvleugeligen (Neuroptera) behoort. 
Euclimacia nuchalis is voor het eerst wetenschappelijk beschreven door Gerstäcker in 1885.